# Nord-Hälsö
Nord-Hälsö eller Nord-Hällsö är en obebodd ö med sandstränder och en fyr på toppen. Ligger i Strömstads kommun i Bohuslän nästan på gränsen till Norge.